# Ouest (Kameroen)
Ouest (Nederlands: West) is een van de tien regio's van Kameroen en ligt in het westen van dat land. Ouest telde in 2005 ongeveer 2,2 miljoen inwoners en is bijna 14.000 vierkante kilometer groot. De hoofdstad van de regio Ouest is Bafoussam. De grootste etnische groepen in de regio zijn de Bamileke en de Bamoun. Ouest behoort tot de meer ontwikkelde regio's van Kameroen.

## Grenzen
Ouest heeft geen land- of zeegrenzen. De regio heeft een grens met Nord-Ouest, Adamaoua, Centre, Littoral en Sud-Ouest in respectievelijk het noorden, het noordoosten, het oosten, het zuiden en het noordwesten.

## Departementen
De regio is verder verdeeld in acht departementen:

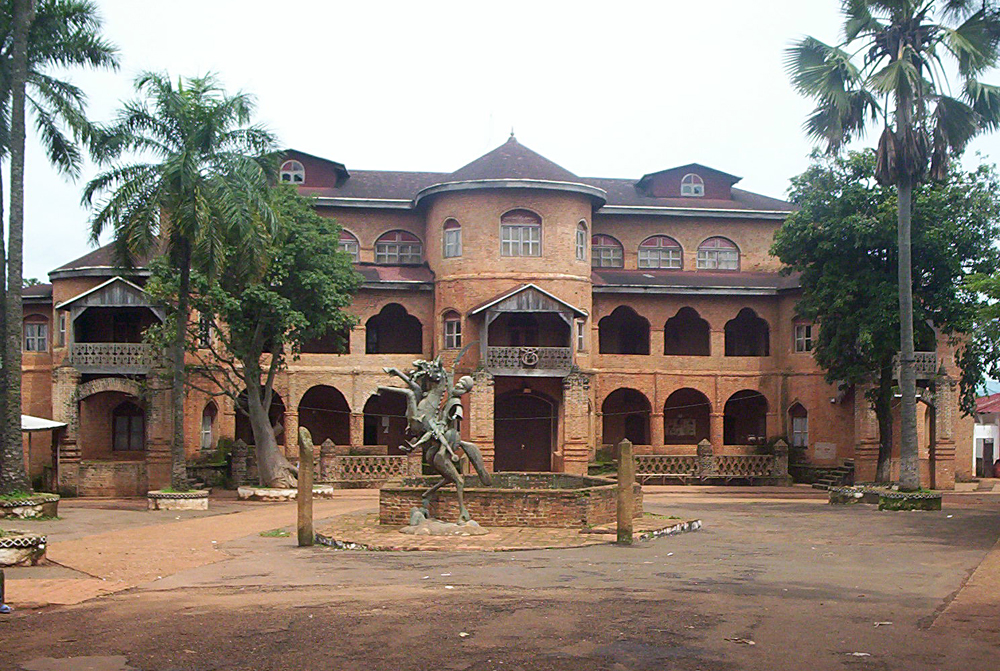
Het paleis van de sultan van de Bamoun in Foumban.

- Bamboutos
- Haut-Nkam
- Hauts-Plateaux
- Koung-Khi
- Menoua
- Mifi
- Ndé
- Noun

Adamaoua · Centre · Est · Extrême-Nord · Littoral · Nord · Nord-Ouest · Sud · Sud-Ouest · Ouest